# Buggiano
Buggiano ist eine italienische Gemeinde mit 8725 Einwohnern (Stand 31. Dezember 2023) in der Provinz Pistoia, in der Region Toskana.
Die Nachbargemeinden sind Chiesina Uzzanese, Massa e Cozzile, Montecatini Terme, Pescia, Ponte Buggianese und Uzzano.

## Städtepartnerschaften
- Ascheberg, Deutschland

## Söhne und Töchter der Gemeinde
- Coluccio Salutati (1331–1406), Humanist und Politiker
- Andrea Cavalcanti (1412–1462), Bildhauer und Architekt
- Egidio Lari (1882–1965), Erzbischof und Diplomat des Heiligen Stuhls
- Benito Lorenzi (1925–2007), Fußballspieler

## Sehenswürdigkeiten
- Villa Bellavista im Ortsteil Borgo a Buggiano